# Parrocchie dell'arcidiocesi di Genova

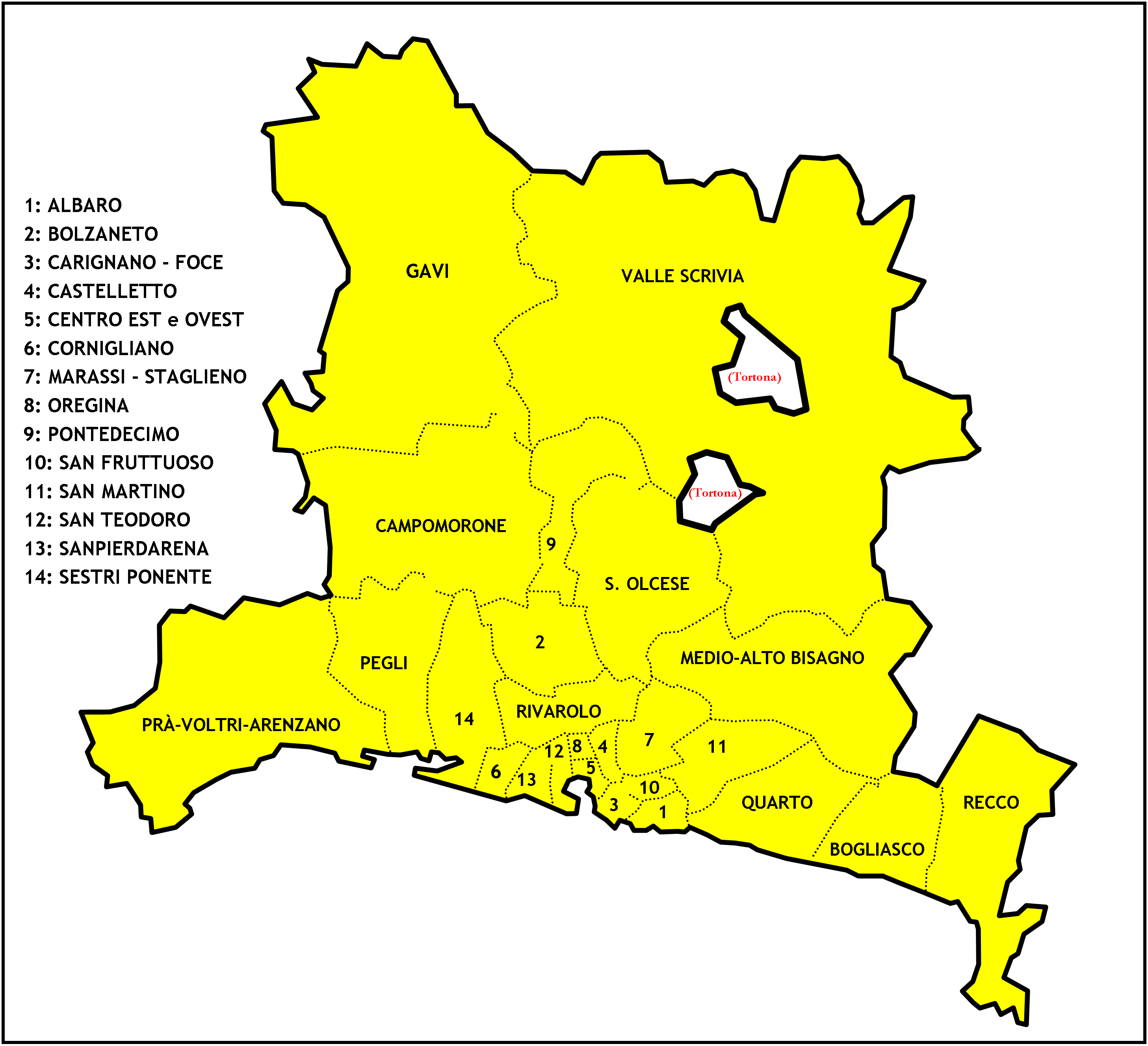
Mappa dei vicariati

Le parrocchie dell'arcidiocesi di Genova sono 278 suddivise in 27 vicariati.
257 parrocchie sono situate nella città metropolitana di Genova le altre 21 nella provincia di Alessandria.
Alcune parrocchie mantegono il titolo, oggi solo onorifico, di prevostura.
Per antichissima tradizione alcune parrocchie sono parrocchie gentilizie di alcune famiglie nobili genovesi che vi appartengono senza vincolo di residenza.

## Vicariati
Dati aggiornati al 12 aprile 2013

### Vicariato di Albaro
| Parrocchia                                          | Comune | Provincia | Vicariato |
| --------------------------------------------------- | ------ | --------- | --------- |
| Nostra Signora del Rosario                          | Genova | GE        | Albaro    |
| San Pietro Apostolo e Santa Teresa del Bambino Gesù | Genova | GE        | Albaro    |
| San Pio X                                           | Genova | GE        | Albaro    |
| Sant'Antonio in Boccadasse                          | Genova | GE        | Albaro    |
| Santi Nazario e Celso e San Francesco d'Albaro      | Genova | GE        | Albaro    |
| Santi Pietro e Bernardo alla Foce                   | Genova | GE        | Albaro    |
| Santissima Annunziata di Sturla                     | Genova | GE        | Albaro    |

### Vicariato di Bogliasco - Pieve - Sori
| Parrocchia                                                                       | Comune       | Provincia | Vicariato                |
| -------------------------------------------------------------------------------- | ------------ | --------- | ------------------------ |
| Ascensione di Nostro Signore Gesù Cristo e Nostra Signora della Neve - Sessarego | Bogliasco    | GE        | Bogliasco - Pieve - Sori |
| Natività di Maria SS.                                                            | Bogliasco    | GE        | Bogliasco - Pieve - Sori |
| San Bartolomeo Apostolo                                                          | Sori         | GE        | Bogliasco - Pieve - Sori |
| San Bernardo di Favaro                                                           | Bogliasco    | GE        | Bogliasco - Pieve - Sori |
| San Lorenzo - Teriasca                                                           | Sori         | GE        | Bogliasco - Pieve - Sori |
| San Michele Arcangelo                                                            | Pieve Ligure | GE        | Bogliasco - Pieve - Sori |
| San Pietro Apostolo - Capreno                                                    | Sori         | GE        | Bogliasco - Pieve - Sori |
| Santa Margherita Vergine e Martire                                               | Sori         | GE        | Bogliasco - Pieve - Sori |
| Santa Maria Assunta - Canepa                                                     | Sori         | GE        | Bogliasco - Pieve - Sori |
| Santa Maria Immacolata - Sussisa                                                 | Sori         | GE        | Bogliasco - Pieve - Sori |
| Sant'Apollinare                                                                  | Sori         | GE        | Bogliasco - Pieve - Sori |

### Vicariato di Bolzaneto
| Parrocchia                             | Comune   | Provincia | Vicariato |
| -------------------------------------- | -------- | --------- | --------- |
| Nostra Signora della Neve              | Genova   | GE        | Bolzaneto |
| San Bartolomeo di Livellato            | Ceranesi | GE        | Bolzaneto |
| San Biagio                             | Genova   | GE        | Bolzaneto |
| San Francesco alla Chiappetta          | Genova   | GE        | Bolzaneto |
| San Martino di Murta                   | Genova   | GE        | Bolzaneto |
| San Pietro Apostolo di Cremeno         | Genova   | GE        | Bolzaneto |
| Santa Maria Assunta al Serro           | Genova   | GE        | Bolzaneto |
| Sant'Andrea Apostolo di Morego         | Genova   | GE        | Bolzaneto |
| Santi Quirico e Giulitta - San Quirico | Genova   | GE        | Bolzaneto |
| Santo Stefano in Geminiano             | Genova   | GE        | Bolzaneto |
| Santissimo Nome di Gesù - Geo          | Ceranesi | GE        | Bolzaneto |

### Vicariato di Campomorone
| Parrocchia                                     | Comune      | Provincia | Vicariato   |
| ---------------------------------------------- | ----------- | --------- | ----------- |
| Ascensione di Nostro Signore - Pietralavezzara | Campomorone | GE        | Campomorone |
| San Bartolomeo - Cravasco                      | Campomorone | GE        | Campomorone |
| San Bernardo Abate                             | Campomorone | GE        | Campomorone |
| San Lorenzo di Torbi                           | Ceranesi    | GE        | Campomorone |
| San Martino - Chiesa di Paravanico             | Ceranesi    | GE        | Campomorone |
| San Michele Arcangelo - Gallaneto              | Campomorone | GE        | Campomorone |
| San Rocco - Gazzolo                            | Campomorone | GE        | Campomorone |
| San Siro - Langasco                            | Campomorone | GE        | Campomorone |
| Santa Croce - Capanne di Marcarolo             | Bosio       | AL        | Campomorone |
| Santa Maria Assunta                            | Ceranesi    | GE        | Campomorone |
| Sant'Andrea Apostolo - Isoverde                | Campomorone | GE        | Campomorone |
| Santo Stefano - Larvego                        | Campomorone | GE        | Campomorone |

### Vicariato di Carignano - Foce
| Parrocchia                                               | Comune | Provincia | Vicariato        |
| -------------------------------------------------------- | ------ | --------- | ---------------- |
| Nostra Signora Assunta e Santa Zita                      | Genova | GE        | Carignano - Foce |
| Nostra Signora del Rimedio                               | Genova | GE        | Carignano - Foce |
| Nostra Signora della Consolazione e San Vincenzo Martire | Genova | GE        | Carignano - Foce |
| Sacro Cuore e San Giacomo di Carignano                   | Genova | GE        | Carignano - Foce |
| Santa Maria Assunta di Carignano                         | Genova | GE        | Carignano - Foce |
| Santa Maria dei Servi                                    | Genova | GE        | Carignano - Foce |
| Santi Pietro e Paolo                                     | Genova | GE        | Carignano - Foce |
| Santo Stefano                                            | Genova | GE        | Carignano - Foce |

### Vicariato di Castelletto
| Parrocchia                                  | Comune | Provincia | Vicariato   |
| ------------------------------------------- | ------ | --------- | ----------- |
| Nostra Signora delle Grazie e San Gerolamo  | Genova | GE        | Castelletto |
| Nostra Signora di Lourdes e San Bernardo    | Genova | GE        | Castelletto |
| San Nicola da Tolentino                     | Genova | GE        | Castelletto |
| San Paolo                                   | Genova | GE        | Castelletto |
| Albergo dei Poveri e Santa Maria Immacolata | Genova | GE        | Castelletto |
| Santa Maria Immacolata                      | Genova | GE        | Castelletto |

### Vicariato Centro Est
| Parrocchia                           | Comune | Provincia | Vicariato  |
| ------------------------------------ | ------ | --------- | ---------- |
| San Donato                           | Genova | GE        | Centro Est |
| San Lorenzo                          | Genova | GE        | Centro Est |
| San Marco al Molo                    | Genova | GE        | Centro Est |
| San Matteo Apostolo ed Evangelista   | Genova | GE        | Centro Est |
| Santa Maria di Castello              | Genova | GE        | Centro Est |
| Santa Maria Immacolata e San Torpete | Genova | GE        | Centro Est |
| Santi Cosma e Damiano                | Genova | GE        | Centro Est |
| SS. Salvatore e Santa Croce          | Genova | GE        | Centro Est |

### Vicariato Centro Ovest
| Parrocchia                                    | Comune | Provincia | Vicariato    |
| --------------------------------------------- | ------ | --------- | ------------ |
| Nostra Signora del Carmine e Sant'Agnese      | Genova | GE        | Centro Ovest |
| San Giovanni Evangelista di Pré               | Genova | GE        | Centro Ovest |
| San Luca                                      | Genova | GE        | Centro Ovest |
| San Pancrazio                                 | Genova | GE        | Centro Ovest |
| Basilica di San Siro                          | Genova | GE        | Centro Ovest |
| San Sisto II P.M. e Natività di Maria SS.     | Genova | GE        | Centro Ovest |
| Santa Maria delle Vigne                       | Genova | GE        | Centro Ovest |
| Santa Maria Maddalena e San Gerolamo Emiliani | Genova | GE        | Centro Ovest |
| Santi Vittore e Carlo                         | Genova | GE        | Centro Ovest |
| SS. Annunziata del Vastato                    | Genova | GE        | Centro Ovest |

### Vicariato di Cornigliano
| Parrocchia                                     | Comune | Provincia | Vicariato   |
| ---------------------------------------------- | ------ | --------- | ----------- |
| Nostra Signora di Lourdes in Campi             | Genova | GE        | Cornigliano |
| San Giacomo Apostolo - Cornigliano             | Genova | GE        | Cornigliano |
| Santa Maria e San Michele Arcangelo - Coronata | Genova | GE        | Cornigliano |
| Santi Andrea e Ambrogio - Cornigliano          | Genova | GE        | Cornigliano |

### Vicariato di Gavi
| Parrocchia                                  | Comune          | Provincia | Vicariato |
| ------------------------------------------- | --------------- | --------- | --------- |
| Nostra Signora Consolata - Rovereto         | Gavi            | AL        | Gavi      |
| Nostra Signora della Misericordia - Molini  | Fraconalto      | AL        | Gavi      |
| Nostra Signora della Neve - Pratolungo      | Gavi            | AL        | Gavi      |
| San Giacomo Maggiore                        | Gavi            | AL        | Gavi      |
| San Nicolò di Bari - Sottovalle             | Arquata Scrivia | AL        | Gavi      |
| Santa Maria Assunta                         | Carrosio        | AL        | Gavi      |
| Santa Maria Assunta e Santi Nazario e Celso | Voltaggio       | AL        | Gavi      |
| Santa Maria di Tramontana                   | Parodi Ligure   | AL        | Gavi      |
| Santi Antonio Abate e Fermo Martire - Alice | Gavi            | AL        | Gavi      |
| Santi Cosma e Damiano - Monterotondo        | Gavi            | AL        | Gavi      |
| Santi Pietro e Marziano                     | Bosio           | AL        | Gavi      |
| Santi Remigio e Carlo - Cadepiaggio         | Parodi Ligure   | AL        | Gavi      |
| Santi Rocco e Sebastiano                    | Parodi Ligure   | AL        | Gavi      |
| Santo Stefano - Costa Santo Stefano         | Bosio           | AL        | Gavi      |

### Vicariato di Marassi - Staglieno
| Parrocchia                             | Comune | Provincia | Vicariato           |
| -------------------------------------- | ------ | --------- | ------------------- |
| Mater Ecclesiae                        | Genova | GE        | Marassi - Staglieno |
| Natività di Maria Santissima di Quezzi | Genova | GE        | Marassi - Staglieno |
| Nostra Signora della Guardia di Quezzi | Genova | GE        | Marassi - Staglieno |
| Regina Pacis                           | Genova | GE        | Marassi - Staglieno |
| San Bartolomeo Apostolo di Staglieno   | Genova | GE        | Marassi - Staglieno |
| San Gottardo                           | Genova | GE        | Marassi - Staglieno |
| San Michele Arcangelo di Montesignano  | Genova | GE        | Marassi - Staglieno |
| Sacra Famiglia                         | Genova | GE        | Marassi - Staglieno |
| Santa Margherita di Marassi            | Genova | GE        | Marassi - Staglieno |
| Sant'Eusebio                           | Genova | GE        | Marassi - Staglieno |
| SS. Sacramento e Sant'Antonino         | Genova | GE        | Marassi - Staglieno |

### Vicariato di Medio - Alto Bisagno
| Parrocchia                                                | Comune   | Provincia | Vicariato            |
| --------------------------------------------------------- | -------- | --------- | -------------------- |
| Nostra Signora della Misericordia e San Giovanni Battista | Genova   | GE        | Medio - Alto Bisagno |
| Nostra Signora di Lourdes e San Giuseppe di Prato         | Genova   | GE        | Medio - Alto Bisagno |
| San Colombano Abate - Moranego                            | Davagna  | GE        | Medio - Alto Bisagno |
| San Giacomo Maggiore di Molassana                         | Genova   | GE        | Medio - Alto Bisagno |
| San Giovanni Battista - Marsiglia                         | Davagna  | GE        | Medio - Alto Bisagno |
| San Giovanni Battista - Terrusso                          | Bargagli | GE        | Medio - Alto Bisagno |
| San Giovanni Battista in Aggio                            | Genova   | GE        | Medio - Alto Bisagno |
| San Martino di Struppa                                    | Genova   | GE        | Medio - Alto Bisagno |
| San Pietro Apostolo                                       | Davagna  | GE        | Medio - Alto Bisagno |
| San Pietro Apostolo di Pino                               | Genova   | GE        | Medio - Alto Bisagno |
| San Pietro Apostolo di Fontanegli                         | Genova   | GE        | Medio - Alto Bisagno |
| San Rocco di Molassana                                    | Genova   | GE        | Medio - Alto Bisagno |
| San Siro - Viganego                                       | Bargagli | GE        | Medio - Alto Bisagno |
| San Siro di Struppa                                       | Genova   | GE        | Medio - Alto Bisagno |
| Santa Maria Assunta                                       | Bargagli | GE        | Medio - Alto Bisagno |
| Santa Maria Assunta di Molassana                          | Genova   | GE        | Medio - Alto Bisagno |
| Sant'Ambrogio - Traso                                     | Bargagli | GE        | Medio - Alto Bisagno |
| Sant'Andrea Apostolo - Calvari                            | Davagna  | GE        | Medio - Alto Bisagno |
| Santi Cosma e Damiano di Struppa                          | Genova   | GE        | Medio - Alto Bisagno |
| Santo Stefano                                             | Davagna  | GE        | Medio - Alto Bisagno |
| Visitazione di Maria SS. - Cisiano                        | Bargagli | GE        | Medio - Alto Bisagno |

### Vicariato di Quinto-Nervi
| Parrocchia                                 | Comune | Provincia | Vicariato |
| ------------------------------------------ | ------ | --------- | --------- |
| Nostra Signora della Mercede e Sant'Erasmo | Genova | GE        | Nervi     |
| San Giuseppe e Padre Santo - Nervi         | Genova | GE        | Nervi     |
| San Ilario                                 | Genova | GE        | Nervi     |
| San Pietro - Quinto                        | Genova | GE        | Nervi     |
| San Siro - Nervi                           | Genova | GE        | Nervi     |
| Santa Maria Assunta - Nervi                | Genova | GE        | Nervi     |

### Vicariato di Oregina
| Parrocchia                          | Comune | Provincia | Vicariato |
| ----------------------------------- | ------ | --------- | --------- |
| Nostra Signora della Provvidenza    | Genova | GE        | Oregina   |
| Nostra Signora di Loreto di Oregina | Genova | GE        | Oregina   |
| San Tommaso Apostolo e San Leone    | Genova | GE        | Oregina   |
| Santa Caterina da Genova            | Genova | GE        | Oregina   |

### Vicariato di Pegli
| Parrocchia                                                    | Comune | Provincia | Vicariato |
| ------------------------------------------------------------- | ------ | --------- | --------- |
| Nostra Signora Assunta e San Nicola da Tolentino in Tre Ponti | Genova | GE        | Pegli     |
| San Carlo di Cese                                             | Genova | GE        | Pegli     |
| San Francesco d'Assisi - Pegli                                | Genova | GE        | Pegli     |
| Santa Maria e Santi Nazario e Celso in Multedo                | Genova | GE        | Pegli     |
| Santa Maria Immacolata e San Marziano - Pegli                 | Genova | GE        | Pegli     |
| Sant'Antonio Abate - Pegli                                    | Genova | GE        | Pegli     |
| Santi Martino e Benedetto - Pegli                             | Genova | GE        | Pegli     |

### Vicariato di Pontedecimo - Mignanego
| Parrocchia                                       | Comune      | Provincia | Vicariato               |
| ------------------------------------------------ | ----------- | --------- | ----------------------- |
| Ascensione di Nostro Signore Gesù Cristo - Giovi | Mignanego   | GE        | Pontedecimo - Mignanego |
| San Fruttuoso - Fumeri                           | Mignanego   | GE        | Pontedecimo - Mignanego |
| San Giacomo Maggiore - Pontedecimo               | Genova      | GE        | Pontedecimo - Mignanego |
| San Giovanni Bosco della Rimessa                 | Genova      | GE        | Pontedecimo - Mignanego |
| Santa Maria Assunta - Paveto                     | Mignanego   | GE        | Pontedecimo - Mignanego |
| Sant'Ambrogio                                    | Mignanego   | GE        | Pontedecimo - Mignanego |
| Sant'Andrea - Montanesi                          | Mignanego   | GE        | Pontedecimo - Mignanego |
| Sant'Antonino Martire in Cesino                  | Genova      | GE        | Pontedecimo - Mignanego |
| Santi Cornelio e Cipriano - San Cipriano         | Serra Riccò | GE        | Pontedecimo - Mignanego |
| Santo Bambino Gesù e San Giuseppe - Barriera     | Mignanego   | GE        | Pontedecimo - Mignanego |

### Vicariato di Pra' - Voltri - Arenzano
| Parrocchia                                                | Comune   | Provincia | Vicariato                |
| --------------------------------------------------------- | -------- | --------- | ------------------------ |
| Maria Madre del Buon Consiglio - Pra'                     | Genova   | GE        | Pra' - Voltri - Arenzano |
| Nostra Signora degli Angeli - Voltri                      | Genova   | GE        | Pra' - Voltri - Arenzano |
| Nostra Signora del Soccorso e San Rocco - Pra'            | Genova   | GE        | Pra' - Voltri - Arenzano |
| Nostra Signora della Misericordia e San Bernardo - Voltri | Genova   | GE        | Pra' - Voltri - Arenzano |
| San Bartolomeo delle Fabbriche                            | Genova   | GE        | Pra' - Voltri - Arenzano |
| San Giacomo Maggiore - Fado Alto                          | Mele     | GE        | Pra' - Voltri - Arenzano |
| San Lorenzo in Chiale - Voltri                            | Genova   | GE        | Pra' - Voltri - Arenzano |
| San Michele di Fiorino                                    | Genova   | GE        | Pra' - Voltri - Arenzano |
| Santa Maria Assunta - Pra'                                | Genova   | GE        | Pra' - Voltri - Arenzano |
| Sant'Ambrogio - Voltri                                    | Genova   | GE        | Pra' - Voltri - Arenzano |
| Sant'Antonio Abate                                        | Mele     | GE        | Pra' - Voltri - Arenzano |
| Sant'Eugenio in Crevari                                   | Genova   | GE        | Pra' - Voltri - Arenzano |
| Santi Nazario e Celso                                     | Arenzano | GE        | Pra' - Voltri - Arenzano |
| Santi Nicolò ed Erasmo - Voltri                           | Genova   | GE        | Pra' - Voltri - Arenzano |

### Vicariato di Quarto
| Parrocchia                            | Comune | Provincia | Vicariato |
| ------------------------------------- | ------ | --------- | --------- |
| San Gerolamo dell'Istituto G. Gaslini | Genova | GE        | Quarto    |
| San Gerolamo di Quarto                | Genova | GE        | Quarto    |
| San Giovanni Battista                 | Genova | GE        | Quarto    |
| San Giuseppe di Priaruggia            | Genova | GE        | Quarto    |
| Santa Maria della Castagna            | Genova | GE        | Quarto    |
| Santi Angeli Custodi                  | Genova | GE        | Quarto    |

### Vicariato di Recco - Uscio - Camogli
| Parrocchia                                              | Comune   | Provincia | Vicariato               |
| ------------------------------------------------------- | -------- | --------- | ----------------------- |
| Cristo Re e Maria SS. Immacolata - Cassanesi            | Tribogna | GE        | Recco - Uscio - Camogli |
| Nostra Signora delle Grazie - Megli                     | Recco    | GE        | Recco - Uscio - Camogli |
| Nostra Signora di Caravaggio - Calcinara                | Uscio    | GE        | Recco - Uscio - Camogli |
| Sacro Cuore di Gesù e San Rocco - Terrile               | Uscio    | GE        | Recco - Uscio - Camogli |
| San Francesco d'Assisi - Piandeipreti                   | Tribogna | GE        | Recco - Uscio - Camogli |
| San Fruttuoso di Capodimonte - San Fruttuoso di Camogli | Camogli  | GE        | Recco - Uscio - Camogli |
| San Giovanni Battista                                   | Recco    | GE        | Recco - Uscio - Camogli |
| San Lorenzo - Vescina                                   | Avegno   | GE        | Recco - Uscio - Camogli |
| San Martino                                             | Tribogna | GE        | Recco - Uscio - Camogli |
| San Martino - Polanesi                                  | Recco    | GE        | Recco - Uscio - Camogli |
| San Michele Arcangelo - Ruta                            | Camogli  | GE        | Recco - Uscio - Camogli |
| San Pietro Apostolo                                     | Avegno   | GE        | Recco - Uscio - Camogli |
| San Rocco                                               | Recco    | GE        | Recco - Uscio - Camogli |
| San Rocco - San Rocco di Camogli                        | Camogli  | GE        | Recco - Uscio - Camogli |
| Santa Margherita Vergine e Martire - Testana            | Avegno   | GE        | Recco - Uscio - Camogli |
| Santa Maria Assunta                                     | Camogli  | GE        | Recco - Uscio - Camogli |
| Sant'Ambrogio                                           | Uscio    | GE        | Recco - Uscio - Camogli |
| Sant'Antonio Abate - Salto Chiesa                       | Avegno   | GE        | Recco - Uscio - Camogli |

### Vicariato di Rivarolo
| Parrocchia                                    | Comune | Provincia | Vicariato |
| --------------------------------------------- | ------ | --------- | --------- |
| Nostra Signora dell'Aiuto - Trasta            | Genova | GE        | Rivarolo  |
| San Bartolomeo della Certosa                  | Genova | GE        | Rivarolo  |
| San Giovanni Battista della Costa di Rivarolo | Genova | GE        | Rivarolo  |
| Santa Caterina Vergine e Martire in Begato    | Genova | GE        | Rivarolo  |
| Santa Croce e Maria Ausiliatrice - Rivarolo   | Genova | GE        | Rivarolo  |
| Santa Maria Assunta - Rivarolo                | Genova | GE        | Rivarolo  |
| Santa Maria del Garbo in Polcevera            | Genova | GE        | Rivarolo  |
| Sant'Ambrogio di Fegino                       | Genova | GE        | Rivarolo  |
| Sant'Anna di Teglia                           | Genova | GE        | Rivarolo  |
| SS. Nome di Gesù - Rivarolo                   | Genova | GE        | Rivarolo  |

### Vicariato di Sampierdarena
| Parrocchia                                            | Comune | Provincia | Vicariato     |
| ----------------------------------------------------- | ------ | --------- | ------------- |
| Cristo Re - Sampierdarena                             | Genova | GE        | Sampierdarena |
| Natività di Maria SS. - Sampierdarena                 | Genova | GE        | Sampierdarena |
| Nostra Signora del SS. Sacramento - Sampierdarena     | Genova | GE        | Sampierdarena |
| Sacro Cuore di Gesù al Campasso                       | Genova | GE        | Sampierdarena |
| San Bartolomeo Apostolo di Promontorio                | Genova | GE        | Sampierdarena |
| San Bartolomeo del Fossato - Sampierdarena            | Genova | GE        | Sampierdarena |
| San Giovanni Bosco e San Gaetano - Sampierdarena      | Genova | GE        | Sampierdarena |
| Santa Maria della Cella e San Martino - Sampierdarena | Genova | GE        | Sampierdarena |
| Santa Maria delle Grazie - Sampierdarena              | Genova | GE        | Sampierdarena |

### Vicariato di San Fruttuoso
| Parrocchia                                | Comune | Provincia | Vicariato     |
| ----------------------------------------- | ------ | --------- | ------------- |
| Diecimila Martiri Crocifissi              | Genova | GE        | San Fruttuoso |
| Maria SS. della Misericordia e Santa Fede | Genova | GE        | San Fruttuoso |
| Nostra Signora degli Angeli               | Genova | GE        | San Fruttuoso |
| San Fruttuoso                             | Genova | GE        | San Fruttuoso |
| San Giuseppe Benedetto Cottolengo         | Genova | GE        | San Fruttuoso |
| Santa Sabina                              | Genova | GE        | San Fruttuoso |
| SS. Redentore                             | Genova | GE        | San Fruttuoso |

### Vicariato di San Martino - Valle Sturla
| Parrocchia                                 | Comune | Provincia | Vicariato                  |
| ------------------------------------------ | ------ | --------- | -------------------------- |
| Gesù Adolescente                           | Genova | GE        | San Martino - Valle Sturla |
| Risurrezione di Nostro Signore Gesù Cristo | Genova | GE        | San Martino - Valle Sturla |
| San Desiderio                              | Genova | GE        | San Martino - Valle Sturla |
| San Giorgio di Bavari                      | Genova | GE        | San Martino - Valle Sturla |
| San Lorenzo di Premanico                   | Genova | GE        | San Martino - Valle Sturla |
| San Martino d'Albaro                       | Genova | GE        | San Martino - Valle Sturla |
| San Rocco di Vernazza                      | Genova | GE        | San Martino - Valle Sturla |
| Santa Maria delle Nasche                   | Genova | GE        | San Martino - Valle Sturla |
| Santa Maria in Apparizione                 | Genova | GE        | San Martino - Valle Sturla |
| SS. Annunziata del Chiappeto               | Genova | GE        | San Martino - Valle Sturla |
| Tabernacolo                                | Genova | GE        | San Martino - Valle Sturla |

### Vicariato di San Teodoro
| Parrocchia                                 | Comune | Provincia | Vicariato   |
| ------------------------------------------ | ------ | --------- | ----------- |
| San Giuseppe al Lagaccio                   | Genova | GE        | San Teodoro |
| San Marcellino                             | Genova | GE        | San Teodoro |
| San Rocco sopra Principe                   | Genova | GE        | San Teodoro |
| San Teodoro                                | Genova | GE        | San Teodoro |
| Santa Maria della Vittoria - Sampierdarena | Genova | GE        | San Teodoro |
| Santa Maria di Granarolo                   | Genova | GE        | San Teodoro |
| SS. Trinita' e San Benedetto al Porto      | Genova | GE        | San Teodoro |

### Vicariato di Sant'Olcese - Serra Riccò
| Parrocchia                                                     | Comune      | Provincia | Vicariato                 |
| -------------------------------------------------------------- | ----------- | --------- | ------------------------- |
| Natività di Maria SS. - Valleregia di Serra Riccò              | Serra Riccò | GE        | Sant'Olcese - Serra Riccò |
| Nostra Signora del Rosario di Pompei e San Bernardo - Torrazza | Sant'Olcese | GE        | Sant'Olcese - Serra Riccò |
| Nostra Signora della Mercede - Mainetto                        | Serra Riccò | GE        | Sant'Olcese - Serra Riccò |
| San Lorenzo - Orero                                            | Serra Riccò | GE        | Sant'Olcese - Serra Riccò |
| San Martino - Manesseno                                        | Sant'Olcese | GE        | Sant'Olcese - Serra Riccò |
| Santa Margherita                                               | Sant'Olcese | GE        | Sant'Olcese - Serra Riccò |
| Santa Maria Assunta                                            | Serra Riccò | GE        | Sant'Olcese - Serra Riccò |
| Santa Maria Assunta - Comago                                   | Sant'Olcese | GE        | Sant'Olcese - Serra Riccò |
| Santi Rocco e Sebastiano - Trensasco                           | Sant'Olcese | GE        | Sant'Olcese - Serra Riccò |
| Sant'Olcese                                                    | Sant'Olcese | GE        | Sant'Olcese - Serra Riccò |
| SS. Annunziata - Pedemonte                                     | Serra Riccò | GE        | Sant'Olcese - Serra Riccò |

### Vicariato di Sestri Ponente
| Parrocchia                                                                          | Comune | Provincia | Vicariato      |
| ----------------------------------------------------------------------------------- | ------ | --------- | -------------- |
| Natività di Maria SS. e San Nicola da Tolentino - Sestri Ponente                    | Genova | GE        | Sestri Ponente |
| Natività di Nostro Signore Gesù Cristo - Sestri Ponente                             | Genova | GE        | Sestri Ponente |
| Nostra Signora Assunta - Sestri Ponente                                             | Genova | GE        | Sestri Ponente |
| Nostra Signora della Misericordia e San Lorenzo Martire in Borzoli - Sestri Ponente | Genova | GE        | Sestri Ponente |
| San Francesco d'Assisi - Sestri Ponente                                             | Genova | GE        | Sestri Ponente |
| San Giovanni Battista - Sestri Ponente                                              | Genova | GE        | Sestri Ponente |
| San Pietro ai Prati                                                                 | Genova | GE        | Sestri Ponente |
| Santa Famiglia e San Giorgio - Sestri Ponente                                       | Genova | GE        | Sestri Ponente |
| Santo Stefano di Borzoli                                                            | Genova | GE        | Sestri Ponente |
| Spirito Santo - Sestri Ponente                                                      | Genova | GE        | Sestri Ponente |
| SS. Annunziata della Costa                                                          | Genova | GE        | Sestri Ponente |

### Vicariato della Valle Scrivia
| Parrocchia                                          | Comune             | Provincia | Vicariato     |
| --------------------------------------------------- | ------------------ | --------- | ------------- |
| Natività di Maria SS. - Noceto di Vobbia            | Vobbia             | GE        | Valle Scrivia |
| Nostra Signora della Neve e San Gaetano - Alpe      | Vobbia             | GE        | Valle Scrivia |
| San Bartolomeo di Vallecalda - San Bartolomeo       | Savignone          | GE        | Valle Scrivia |
| San Giorgio                                         | Busalla            | GE        | Valle Scrivia |
| San Giovanni Battista                               | Mongiardino Ligure | AL        | Valle Scrivia |
| San Giovanni Battista Decollato                     | Montoggio          | GE        | Valle Scrivia |
| San Giuseppe di Isorelle - Ponte di Savignone       | Savignone          | GE        | Valle Scrivia |
| San Lorenzo - Pareto                                | Valbrevenna        | GE        | Valle Scrivia |
| San Martino Vescovo                                 | Ronco Scrivia      | GE        | Valle Scrivia |
| San Michele Arcangelo                               | Isola del Cantone  | GE        | Valle Scrivia |
| San Michele Arcangelo - Clavarezza                  | Valbrevenna        | GE        | Valle Scrivia |
| San Pietro Apostolo - Tegli                         | Fraconalto         | AL        | Valle Scrivia |
| San Pietro Apostolo - Vergagni                      | Mongiardino Ligure | AL        | Valle Scrivia |
| San Ruffino - Cerendero                             | Mongiardino Ligure | AL        | Valle Scrivia |
| Santa Maria Assunta - Borgo Fornari                 | Ronco Scrivia      | GE        | Valle Scrivia |
| Santa Maria Assunta - Senarega                      | Valbrevenna        | GE        | Valle Scrivia |
| Santa Maria Assunta - Vallenzona                    | Vobbia             | GE        | Valle Scrivia |
| Santa Maria delle Grazie                            | Vobbia             | GE        | Valle Scrivia |
| Santa Maria delle Grazie - Carsi                    | Valbrevenna        | GE        | Valle Scrivia |
| Sant'Andrea Apostolo - Rigoroso                     | Arquata Scrivia    | AL        | Valle Scrivia |
| Sant'Antonio di Salata - Salata                     | Vobbia             | GE        | Valle Scrivia |
| Santi Bernardo Abate e Lorenzo Martire - Castagnola | Fraconalto         | AL        | Valle Scrivia |
| Santi Cosma e Damiano - Arezzo                      | Vobbia             | GE        | Valle Scrivia |
| SS. Nome di Maria - Frassinello                     | Valbrevenna        | GE        | Valle Scrivia |